# Комин (Нор)
Коми́н (фр. Comines) — коммуна во Франции, регион О-де-Франс, департамент Нор, округ Лилль, кантон Ламберсар. Расположена в 15 к северу от Лилля, в 13 км от автомагистрали А22, на реке Лис, являющейся границей с Бельгией. Фактически граница разделяет Комин на две части — французскую и бельгийскую с тем же названием.
Население (2017) — 12 358 человек.

## История
Из-за своего стратегически важного положения на реке Лис, фактически являясь «входом» во Фландрию из Франции, Комин на протяжении веков неоднократно подвергался нападениям и был разорен. В 1384 году город фактически был отстроен заново, на берегу Лиса был возведен замок, на то время — один из красивейших в стране. В начале XVII века замок и прилегающая к нему церковь Святого Крисолия были перестроены.
Жизнь города в корне изменилась в 1668 году, когда по реке Лис была проведена граница между Францией и Испанскими Нидерландами, вследствие чего город был разделен между двумя странами. Знаменитый архитектор Вобан по приказу Людовика XIV перестроил и укрепил местный замок, но в 1674 году он был снесен из опасения, что может быть захвачен испанцами. Утрехтский договор 1713 года закрепил за Лисом статус границы, и Комин остался разделен на южный, французский, город и северный — австрийский, впоследствии ставший частью Бельгии.
Промышленная революция середины XIX века превратила Комин в процветающий центр текстильной промышленности. Рост экономики города продолжался вплоть до Первой мировой войны, когда он был почти полностью разрушен. После войны город был восстановлен, но объемы промышленного производства так и не дошли до довоенного уровня.

## Достопримечательности
- Здание мэрии с беффруа — возведено в стиле фламандского неоренессанса в 1922—1932 годах по проекту архитектора Луи-Мари Кордоннье на месте полностью разрушенного во время войны здания XVII века. Включено в список памятников ЮНЕСКО
- Церковь Святого Крисолия в неовизантийском стиле постройки 1925—1929 годов
- неоготическая церковь Святой Маргариты 1858 года, восстановленная после разрушений в 1923 году

## Экономика
Структура занятости населения:
- сельское хозяйство — 6,7 %
- промышленность — 29,6 %
- строительство — 5,6 %
- торговля, транспорт и сфера услуг — 31,1 %
- государственные и муниципальные службы — 27,0 %

Уровень безработицы (2017) — 13,0 % (Франция в целом — 13,4 %, департамент Нор — 17,6 %). 

Среднегодовой доход на 1 человека, евро (2017) — 20 700 (Франция в целом — 21 110, департамент Нор — 19 490).

## Демография
Динамика численности населения, чел.

## Администрация
Пост мэра Комина с 2020 года занимает Эрик Ванстен (Eric Vanstaen). На муниципальных выборах 2020 года во 2-м туре победил центристский список во главе с Алексисом Узе, получивший 44,96 % голосов (из трех блоков). Но при выборах мэра из 22 избранных советников от этого блока за Узе проголосовали только 4, а 18 поддержали занимавшего 5-е место в списке Эрика Вансена, который в результате и был избран мэром.
| Период | Период | Фамилия       | Партия                                   | Примечания                                                |
| ------ | ------ | ------------- | ---------------------------------------- | --------------------------------------------------------- |
| 1971   | 1977   | Мишель Рюббен |                                          | помощник нотариуса                                        |
| 1977   | 1988   | Марсель Шато  | Коммунистическая партия                  | работник компании EDF                                     |
| 1988   | 1989   | Жан Дийи      | Коммунистическая партия                  | работник компании EDF                                     |
| 1989   | 2006   | Анри Сегар    | Разные правые                            | фармацевт, член Генерального совета департамента          |
| 2006   | 2020   | Ален Детурне  | Союз за народное движение, Республиканцы | руководитель предприятия, вице-президент метрополии Лилль |
| 2020   |        | Эрик Ванстен  | Разные центристы                         |                                                           |

## Знаменитые уроженцы
- Филипп де Коммин (ок. 1447—1511) — дипломат и историк, советник королей Франции Людовика XI и Карла VIII
- Ожье Гислен де Бусбек (1522—1592), фламандский учёный, дипломат и писатель

## Галерея

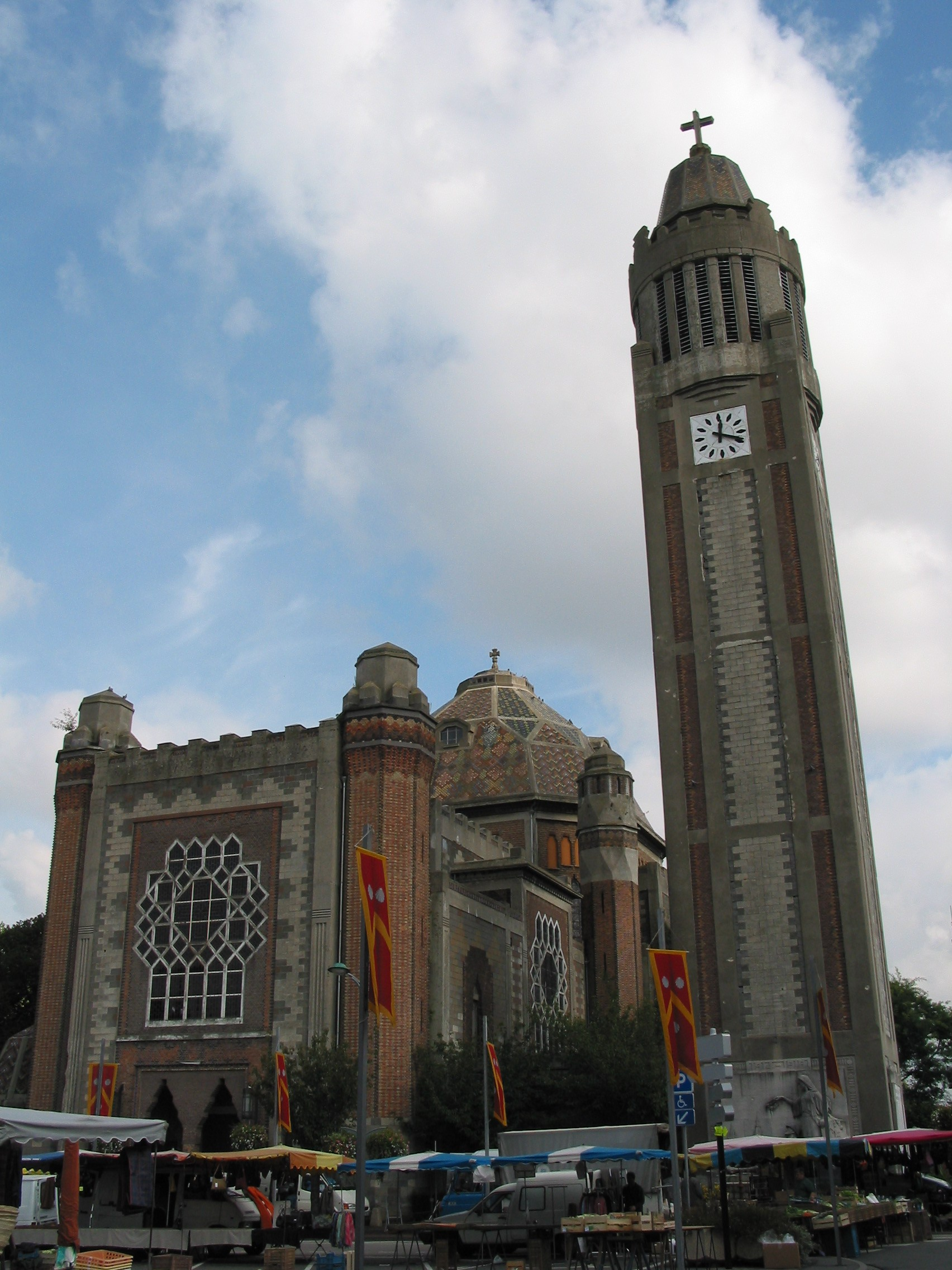
Церковь Святого Крисолия
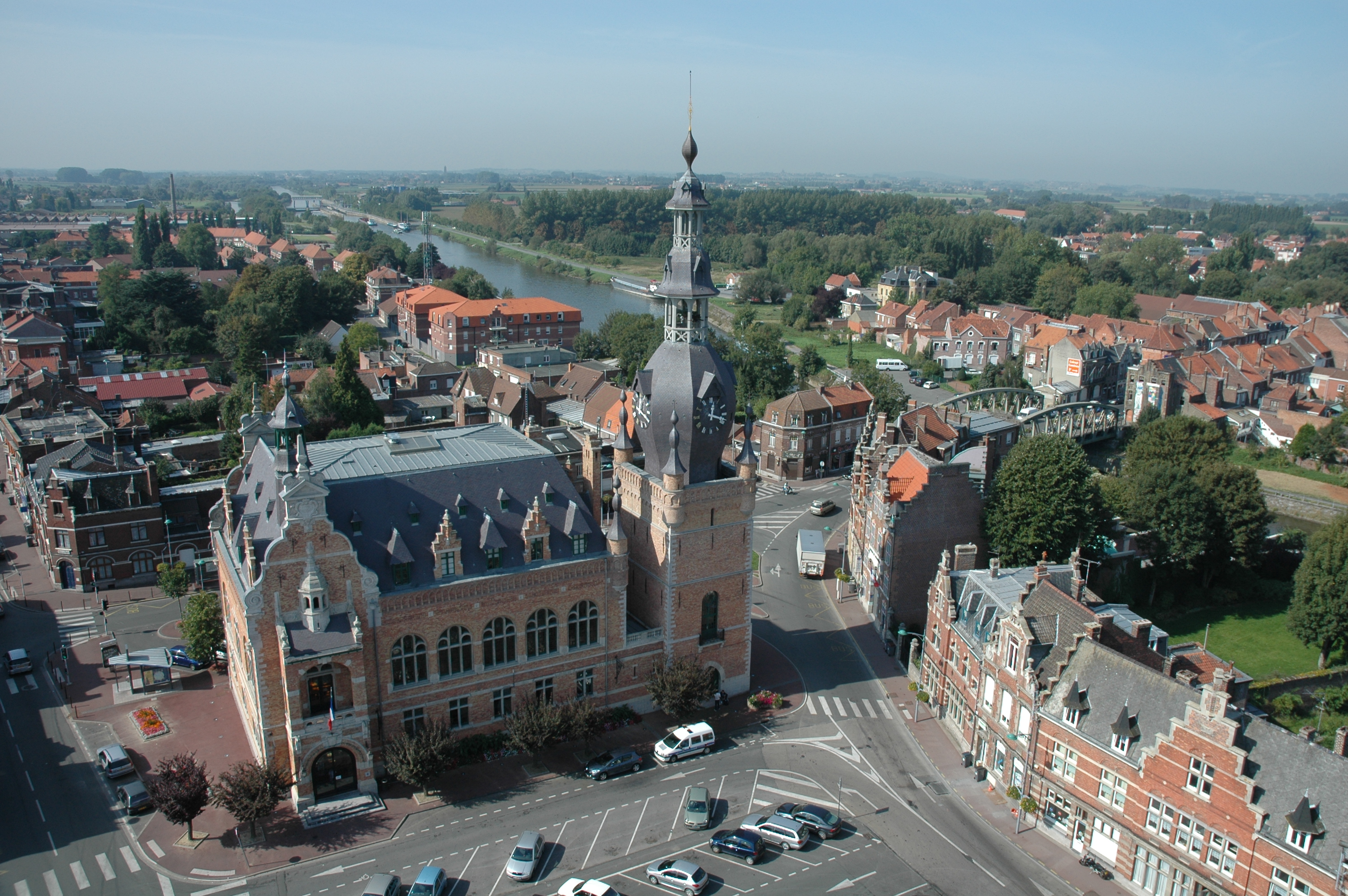
Вид с крыши на центральную площадь города
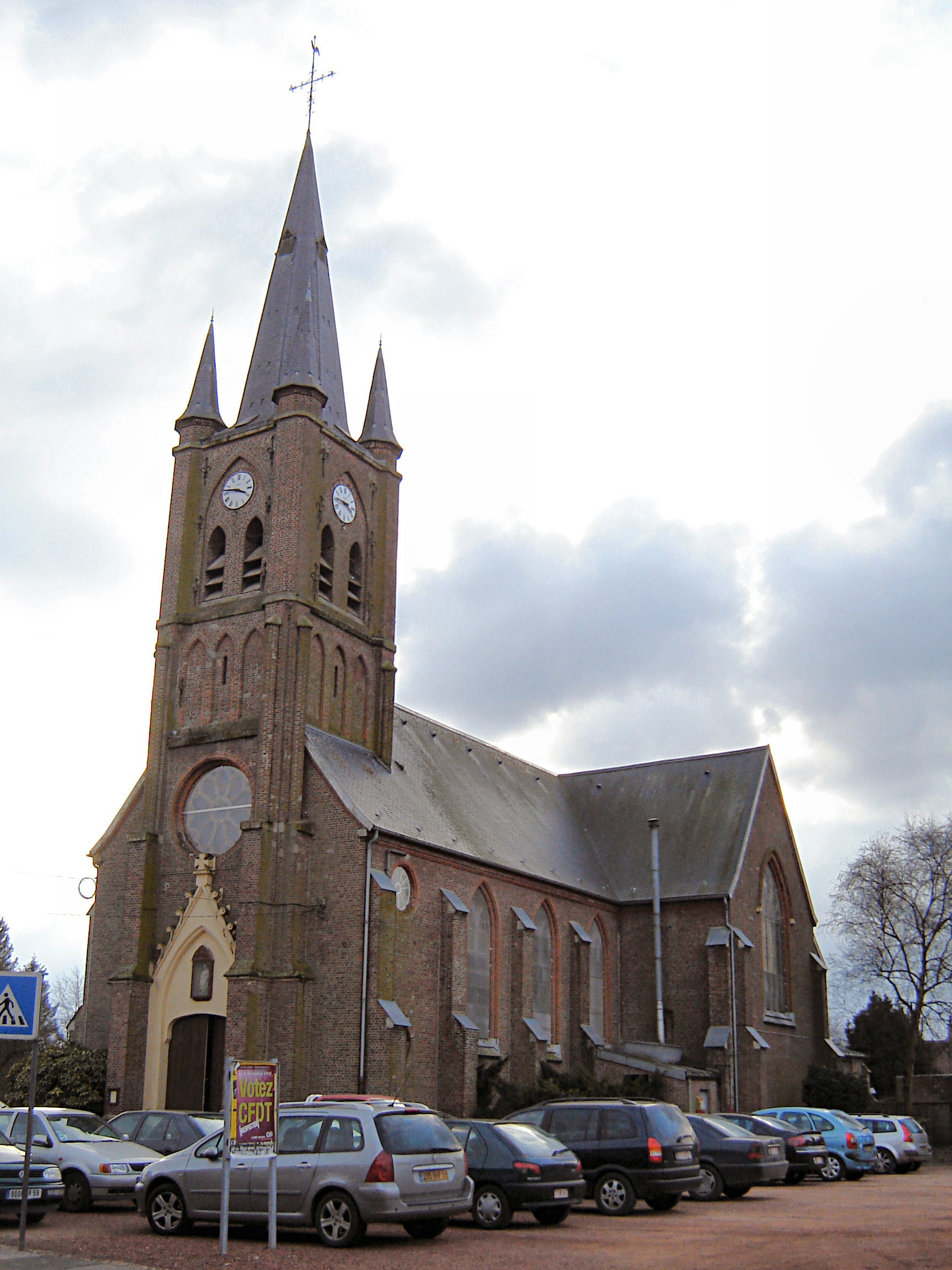
Церковь Святой Маргариты
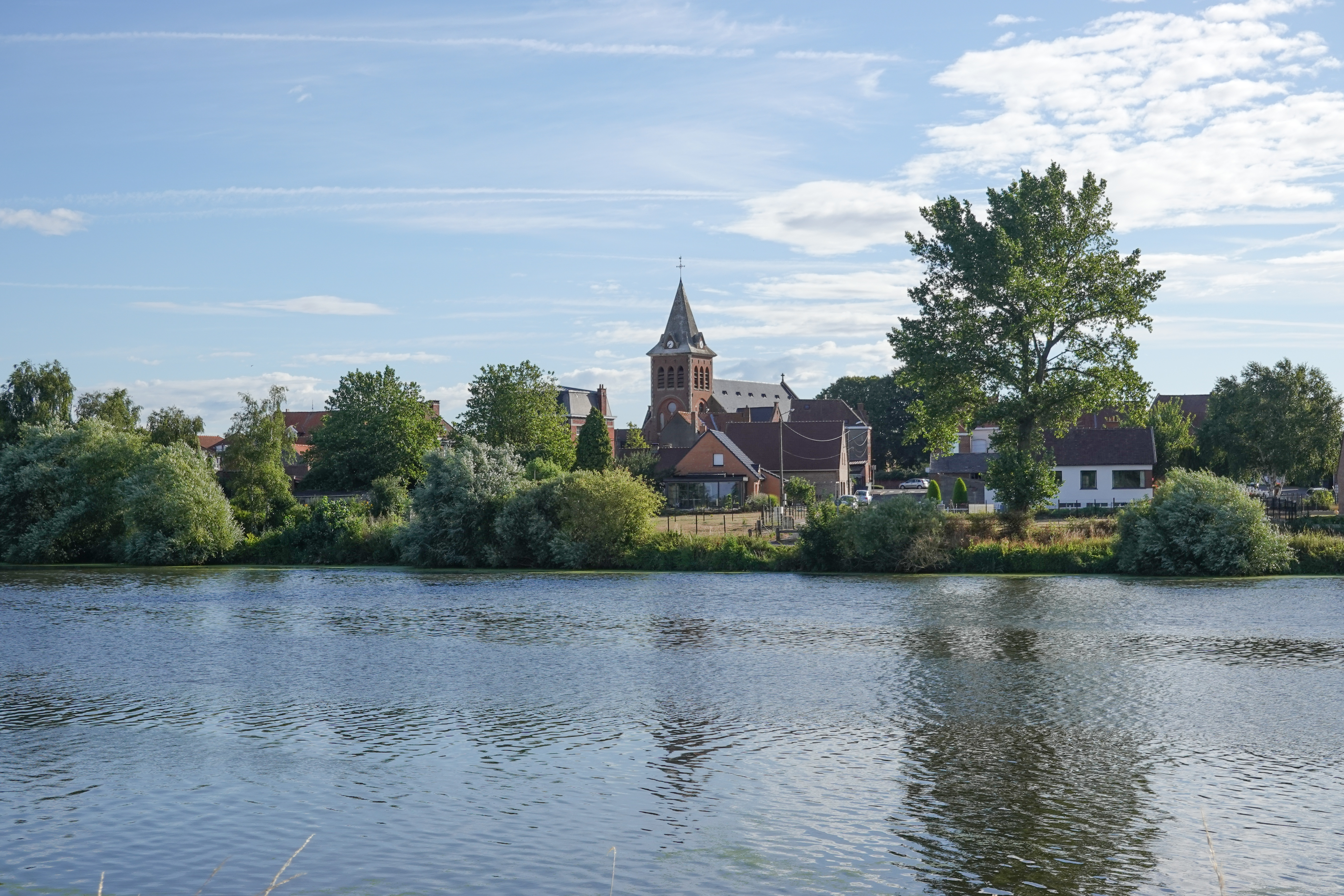
Вид на город с реки Лис